# 拉普拉塔 (馬里蘭州)
拉普拉塔（i/ləˈpleɪtə/）是美國馬里蘭州查爾斯縣的縣治，于1888年成立。根據2010年人口普查，该城人口达8,753。，名稱源自阿根廷的拉普拉塔河。

## 地理
拉普拉塔位於38°32′3″N 76°58′24″W / 38.53417°N 76.97333°W（38.534258, -76.973377）。根據2000年人口普查，本城面積為7.45平方英里（19.30平方），其中7.40平方英里（19.17平方）為陸地，0.05平方英里（0.13平方）為水域。